# Henschel Hs 126
Die Henschel Hs 126 war ein Mitte der 1930er Jahre von den Henschel Flugzeug-Werken entwickeltes, im Spanischen Bürgerkrieg und im Zweiten Weltkrieg eingesetztes deutsches Nahaufklärungsflugzeug.

## Entwicklung

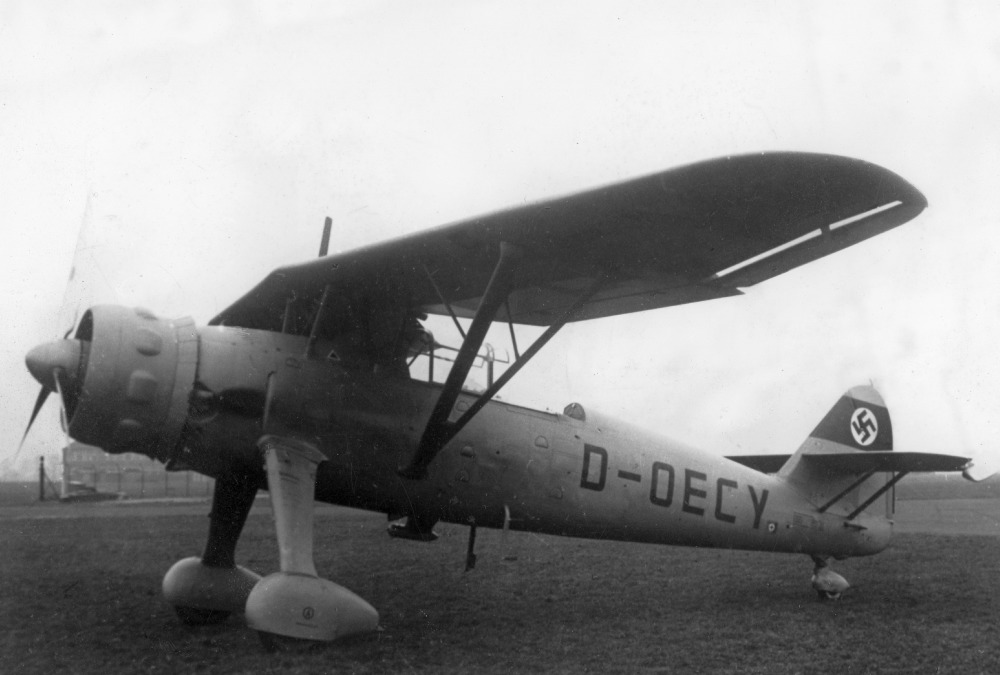
Henschel Hs 126 V3

Auf der Basis der Hs 122 A-0 entwickelte Chefkonstrukteur Friedrich Nicolaus mit dem Entwicklungsteam der Henschel Flugzeug-Werke auf Anfrage des Technischen Amtes des Reichsluftfahrtministeriums nach einem Heeresverbindungs- und Nahaufklärungsflugzeug die Hs 126 V1 mit einem Junkers-Jumo-210-Motor. Das Projekt behielt den Grundaufbau der Hs 122 als abgestrebten Hochdecker mit festem Heckradfahrwerk bei, allerdings mit einem um 60 cm verlängerten Rumpf, während das Cockpit und die Tragflächen modifiziert wurden. Die Ausführung sollte in Ganzmetallbauweise mit stoffbespannten Rudern erfolgen. Nach der Vorstellung des Projekts erhielt Henschel einen Auftrag über drei Prototypen der nun Hs 126 benannten Maschine. Die Hs 126 war ein abgestrebter Hochdecker in Baldachinbauweise mit leicht nach hinten gepfeilten Tragflächen, die sich über der Mittellinie des Rumpfes verbanden, diese waren durch N- bzw. V-Streben mit dem Rumpf verbunden. Sie besaßen geschlitzte Querruder an der Flächenhinterkante und hydraulisch zu bewegende Klappen. Die Haupträder des starren Fahrwerks waren verkleidet, jedoch wurden im Einsatz die Verkleidungsbleche häufig entfernt.
Der erste Prototyp flog im Dezember 1936. Die beiden im April bzw. November 1937 folgenden Prototypen V2 und V3 erhielten einen 9-Zylinder-Sternmotor Bramo Fafnir 323 A-1, wobei die V2 anfangs mit einem DB 600 C getestet und erst im Juli des Jahres mit dem Bramo 323 nachgerüstet wurde. Bei der Erprobung zeigte das Flugzeug sehr gute Langsamflug- und Kurzstarteigenschaften; es stellte sich heraus, dass die Maschine den militärischen Anforderungen an einen Nahaufklärer, der ebenfalls zur Artillerieaufklärung sowie für Verbindungsaufgaben geeignet sein sollte, bestens entsprach. Henschel baute zunächst eine Vorserie von zehn Hs 126 A-0 zur Untersuchung durch die Luftwaffe. Ab Anfang 1938 erreichte die erste Serienversion Hs 126 A-1 die Aufklärungsgruppe 35, um die veralteten Typen He 45 und He 46 zu ersetzen.

## Einsatz
Sechs dieser Maschinen dienten im Spanischen Bürgerkrieg bei der Aufklärungsstaffel 88 der Legion Condor in La Sénia (spanischer Spitzname „Super Pavo“), wovon eine Maschine verloren ging. Im Herbst 1938 wurde die Aufklärungsgruppe 35 mit Hs 126 ausgerüstet, und bis September 1939 hatte die Hs 126 die veralteten Heinkel He 45 und He 46 in fast allen Staffeln abgelöst.
16 Stück wurden 1939/40 auf Vermittlung des Reichsverbands der Deutschen Luftfahrt-Industrie (RDLI) an Griechenland verkauft, weitere wurden an Bulgarien, Kroatien, Estland und Spanien geliefert. Im Sommer 1939 erschien die Hs 126 B-1 mit Verstellpropeller und stärkerem Motor. Die griechischen Hs 126 operierten erfolgreich gegen italienische Truppen, unter anderem, als am 21. November 1940 drei Hs 126 der 3. Staffel eine 6 km lange italienische Marschkolonne bei Pogradec im Tiefflug angriffen.
Mit dem Beginn des Zweiten Weltkrieges flogen Hs 126 bei den Aufkl.Gr 10, 11, 12, 13, 14, 21, 23, 31, 32 und 41; sie erwiesen sich beim Angriffskrieg gegen Polen als robuste Nahaufklärer und Verbindungsflugzeuge, wurden aber auch zur direkten Luftunterstützung eingesetzt. Im Westfeldzug kam es erstmals zu größeren Verlusten, da die Hs 126 gegnerischen Jagdflugzeugen deutlich unterlegen war: 20 Flugzeuge gingen zwischen dem 10. und dem 21. Mai 1940 verloren. Inzwischen wurde bereits die Einführung der Focke-Wulf Fw 189 als Nachfolgemodell geplant, doch sollte es noch bis 1942 dauern, bis diese in hinreichender Zahl zur Verfügung stand. Nach dem Ende des Frankreichfeldzugs wurden Hs 126 von der 2./Aufklärungsgruppe (H)/14 in Libyen noch bis August 1942 geflogen. Vor allem nahmen 47 Staffeln Hs 126 am Angriff auf die Sowjetunion teil.
Nach schweren Verlusten wurden sie schließlich ab 1942 allmählich durch die Fw 189 und den Fieseler „Storch“ in den Nahaufklärungsstaffeln ersetzt; verbleibende Flugzeuge dienten teilweise als Schulungsflugzeuge oder bei der III./Luftlandegeschwader 1 (LLG 1), wo sie als Segelschleppflugzeuge für den Lastensegler DFS 230 eingesetzt wurden. Ab Ende 1942 operierten Hs 126 als Nachtschlachtflugzeug in den Nachtschlachtgruppen 11 und 12 an der Ostfront. März 1944 waren davon noch 174 einsatzbereit. Sie flogen bei der 3./NSGr 11 in Estland, der 2./NSGr 12 in Lettland und der NSGr 7 auf dem Balkan, wo sie bis April 1945 im Einsatz blieb.

## Produktion
Der Serienbau der Hs 126 lief von März 1938 bis Mai 1941, wobei 1941 aber nur noch fünf Flugzeuge geliefert wurden. Spanien erhielt fünf der acht bei der Legion Condor eingesetzten Flugzeuge.
| Version             | HFW | AGO | SUMME | Bemerkung                                           |
| ------------------- | --- | --- | ----- | --------------------------------------------------- |
| V-Muster            | 3   |     | 3     | W.-Nr. 867–869                                      |
| A                   | 83  | 50  | 133   | HFW: W.-Nr. 3001–3083, Ago: 2970–2999 und 4001–4020 |
| B                   | 391 | 380 | 771   | HFW W.-Nr. ab 3084, Ago ab 4021                     |
| Export Griechenland | 16  |     |       | W.-Nr. 3901–3916                                    |
| Export Estland      | 12  |     |       | W.-Nr. 3917–3928, aber nur 6 ausgeliefert           |
| SUMME               | 505 | 430 | 935   |                                                     |

## Technische Daten

Dreiseitenriss

| Kenngröße                 | Daten (Henschel Hs 126B-1) |
| ------------------------- | --- |
| Besatzung                 | 1 Pilot und 1 Beobachter / Schütze |
| Länge                     | 10,85 m |
| Höhe                      | 3,75 m |
| Spannweite                | 14,50 m |
| Flügelfläche              | 31,60 m² |
| Flügelstreckung           | 6,7 |
| V-Form                    | 1° |
| Spurweite                 | 3,30 m |
| Leermasse                 | 2032 kg |
| Startmasse (norm.)        | 3090 kg |
| Startmasse (max.)         | 3270 kg |
| Flächenbelastung          | 97,8 kg/m² |
| Leistungsbelastung (max.) | 3,58 kg/PS (4,86 kg/kW) |
| Triebwerk                 | 1 × 9-Zylinder-Sternmotor Bramo 323A-1 mit 850 PS (625 kW)                                                                                          |
| Tankinhalt                | 650 l |
| Höchstgeschwindigkeit     | 310 km/h in Bodennähe und 365 km/h bei 3000 m Höhe                                                                                                  |
| Reisegeschwindigkeit      | 300 km/h |
| Landegeschwindigkeit      | 115 km/h |
| Steigleistung             | 550 m/min |
| Steigzeit auf 1000 m      | 4,4 min |
| Steigzeit auf 3000 m      | 14,0 min |
| Reichweite                | 998 km |
| Flugdauer                 | 3 h |
| Dienstgipfelhöhe          | 8530 m |
| Bewaffnung                | 1 × 7,92-mm-MG 17 mit 500 Schuss starr im Bug 1 × 7,92-mm-MG 15 mit 975 Schuss beweglich im Abwehrstand 1 × 50-kg-Bombe SC 50 oder 5 × 10-kg-Bomben |